# Памятник Александру II (Ростов-на-Дону)
Памятник Александру II — монумент, установленный в 1890 году на Соборной площади Ростова-на-Дону. Автором проекта памятника был скульптор М. О. Микешин. Памятник был демонтирован в 1924 году.

## История

Снос памятника

Идея поставить в Ростове памятник императору Александру II появилась вскоре после его убийства. Решение об установке памятника было официально принято 15 марта 1881 года на экстренном заседании Городской Думы. Для утверждения проекта памятника потребовалось несколько лет. Комитет по сооружению памятника принял решение обратиться к известному скульптору М. О. Микешину. Он представил комиссии эскизный рисунок памятника, и этот проект был утверждён с небольшими изменениями.
В качестве места для установки монумента рассматривались два варианта: Соборная площадь у храма Рождества Богородицы и Большая Садовая улица у входа в городской парк. Поскольку император был изображён смотрящим вверх в молящейся позе, выбор был сделан в пользу Соборной площади. Кроме того, именно на Соборной площади в дни рождения и тезоименитства императора проводились военные парады.
Организацией сооружения памятника занимался ростовский городской голова Андрей Матвеевич Байков. Он вёл переговоры со скульптором и организовывал сбор средств на памятник (его сооружение обошлось в 70 тысяч рублей). Но Байков не дожил до открытия памятника всего один год. Торжественная церемония открытия монумента императору состоялась 17 апреля 1890 года.
После прихода советской власти памятник был закрыт покрашенным в красный цвет фанерным ящиком с пятиконечной звездой на вершине. Во время субботника 27 марта 1924 года памятник был опрокинут с пьедестала при помощи трактора. Впоследствии скульптура была переплавлена на заводе «Красный Аксай».
После перестройки многие ростовчане высказывались за восстановление памятника Александру II на прежнем месте. Однако по инициативе администрации Ростова-на-Дону в 1999 году на этом месте был установлен памятник Святителю Димитрию Ростовскому (скульптор В. Г. Беляков и архитектор Н. Ф. Гмыря).

## Описание
Общая высота памятника составляла 4,5 сажень. Высота бронзовой скульптуры составляла 7 аршин. Фигура императора стояла в полный рост. Его порфира ниспадала на пьедестал. В правой руке Александр II держал скипетр, взор его был обращён к небу. На лицевой части пьедестала находился государственный герб, а над ним — инициалы Александра II, переплетённые тернием и лавром. Ниже находилась металлическая доска с надписью в старославянском стиле: «Императору Александру II благодарные граждане гор. Ростова на Дону». Надпись на левой стороне пьедестала гласила: «Родился 17 апреля 1818 года», на правой: «В Бозе почил 1-го марта 1881 года». На тыльной стороне пьедестала находился герб Ростова. В углах квадратной площадки вокруг памятника были установлены канделябры, на каждом из которых было по три фонаря. Занимаемая памятником площадка была окружена чугунной решёткой.
Автором памятника был скульптор М. О. Микешин. Пьедестал был изготовлен ростовской фирмой итальянца С. А. Тонитто. Все металлические части монумента (скульптура, чугунная решётка, фонари) были изготовлены на различных заходах и фабриках Санкт-Петербурга. Так статуя была отлита на бронзовой фабрике Н. Штанге, а решётки и фонари — на заводе Н. Ф. Сан-Галли.

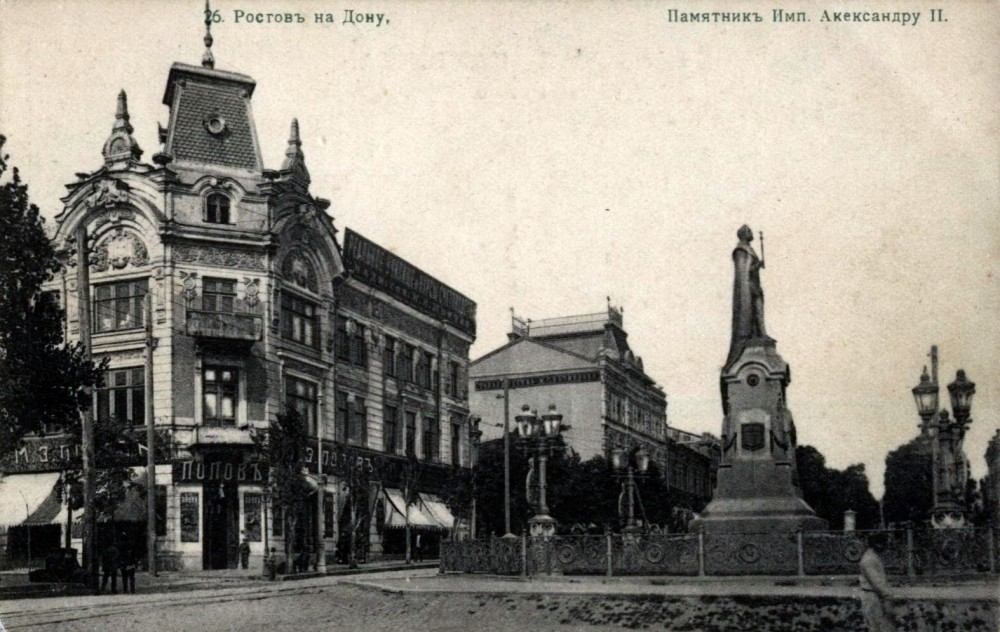
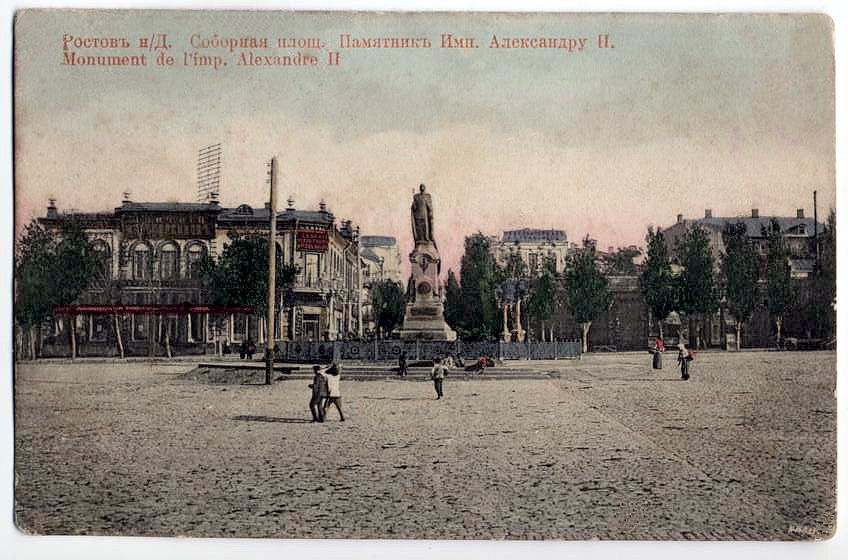
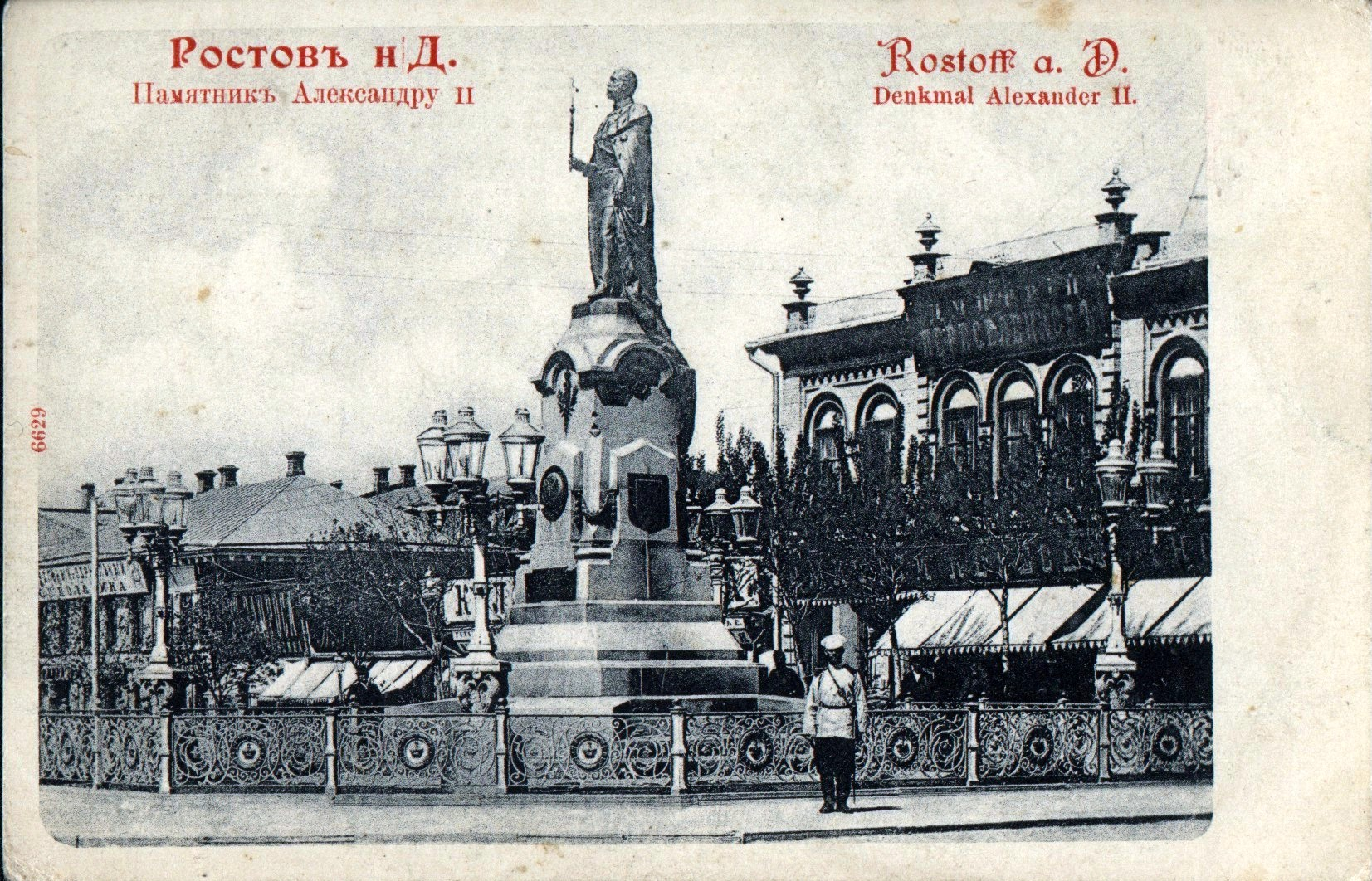